# Demografia do Suriname
Esta é uma descrição da demografia da população do Suriname, incluindo desde a densidade populacional, etnia, nível de educação, saúde da população, situação econômica, afiliações religiosas e outros aspectos da população.
A grande maioria dos surinameses vive na estreita planície costeira do norte. A população é uma das mais variadas etnicamente de todos os páises ao redor do mundo. Cada grupo étnico preserva a sua própria cultura e muitas instituições, incluindo partidos políticos, tendem a seguir linhas étnicas. As relações informais variam: as classes superiores de todas as origens étnicas misturam-se livremente; fora da elite, as relações sociais tendem a permanecer dentro de grupos étnicos. Todos os grupos étnico-sociais podem ser encontrados amplamente nas escolas e locais de trabalho.

## População

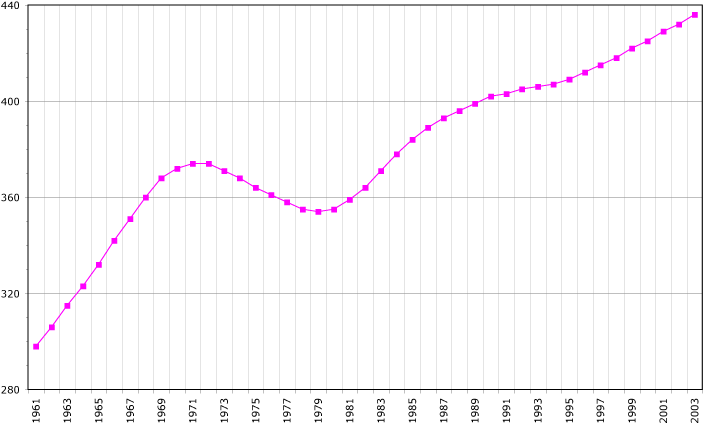
Demografia do Suriname, Dados da FAO, ano 2005; Número de habitantes em milhares.

De acordo com o relatório revisado de 2022 das Projeções para a População Mundial, a população total era de 612.985 em 2021, em comparação com apenas 215.000 em 1950. A proporção de crianças com menos de 15 anos em 2010 era de 28,6%, 65% tinham entre 15 e 65 anos, enquanto 6,5% tinham 65 anos ou mais. De acordo com o censo de 2012, havia 270.629 homens e 271.009 mulheres no Suriname.
| Ano  | Total população (x 1000) | Proporção (%) de idosos | Proporção (%) de idosos | Proporção (%) de idosos |
| Ano  | Total população (x 1000) | 0–14                    | 15–64                   | 65+                     |
| ---- | ------------------------ | ----------------------- | ----------------------- | ----------------------- |
| 1950 | 215                      | 40,0                    | 54,0                    | 6,0                     |
| 1955 | 250                      | 43,2                    | 52,0                    | 4.8                     |
| 1960 | 290                      | 47,6                    | 48,3                    | 4.1                     |
| 1965 | 332                      | 48,2                    | 47,8                    | 4,0                     |
| 1970 | 372                      | 48,3                    | 47,8                    | 3.9                     |
| 1975 | 364                      | 47,6                    | 48,5                    | 3.9                     |
| 1980 | 366                      | 39,9                    | 55,7                    | 4.4                     |
| 1985 | 376                      | 35,8                    | 59,8                    | 4,5                     |
| 1990 | 407                      | 33,3                    | 62,0                    | 4.7                     |
| 1995 | 436                      | 32.2                    | 62,6                    | 5.2                     |
| 2000 | 467                      | 30,6                    | 63,7                    | 5.7                     |
| 2005 | 500                      | 29,8                    | 64,1                    | 6.1                     |
| 2010 | 525                      | 28,6                    | 65,0                    | 6,5                     |

## Distribuição Total e Percentual da População por Idade (Censos 2004 e 2012)
| Grupo de idade | 2004    | 2004      | 2012    | 2012      |
| Grupo de idade | Número  | Por cento | Número  | Por cento |
| -------------- | ------- | --------- | ------- | --------- |
| 0-14           | 146.389 | 29,81     | 148.767 | 27h47     |
| 15-59          | 299.547 | 60,78     | 334.949 | 61,84     |
| 60+            | 42.189  | 8,56      | 54.527  | 10.07     |
| Total          | 492.829 | 100       | 541.638 | 100       |

### Nascimentos e mortes
| Ano  | População | Nascidos vivos | Mortes | Aumento natural | Taxa de natalidade | Taxa de mortalidade | Taxa de crescimento | TFR   |
| ---- | --------- | -------------- | ------ | --------------- | ------------------ | ------------------- | ------------------- | ----- |
| 1948 |           | 6,476          | 2,217  | 4,259           |                    |                     |                     |       |
| 1949 |           | 6,473          | 2,243  | 4,230           |                    |                     |                     |       |
| 1950 |           | 6,863          | 1,974  | 4,889           |                    |                     |                     |       |
| 1951 |           | 7,710          | 1,965  | 5,745           |                    |                     |                     |       |
| 1952 |           | 8,453          | 1,917  | 6,536           |                    |                     |                     |       |
| 1953 |           | 8,878          | 2,159  | 6,719           |                    |                     |                     |       |
| 1954 |           | 9,154          | 1,919  | 7,235           |                    |                     |                     |       |
| 1955 |           | 9,458          | 1,989  | 7,469           |                    |                     |                     |       |
| 1956 |           | 10,177         | 2,131  | 8,040           |                    |                     |                     |       |
| 1957 |           | 10,001         | 2,274  | 7,727           |                    |                     |                     |       |
| 1958 |           | 11,151         | 1,942  | 9,209           |                    |                     |                     |       |
| 1959 |           | 11,757         | 2,055  | 9,702           |                    |                     |                     |       |
| 1960 |           | 11,702         | 2,144  | 9,558           |                    |                     |                     |       |
| 1961 |           | 12,835         | 2,310  | 10,525          |                    |                     |                     |       |
| 1962 |           | 13,141         | 2,412  | 10,729          |                    |                     |                     |       |
| 1963 |           |                | 2,406  |                 |                    |                     |                     |       |
| 1964 |           |                | 2,292  |                 |                    |                     |                     |       |
| 1965 |           | 13,253         | 2,378  | 10,875          |                    |                     |                     |       |
| 1966 |           | 12,925         | 2,280  | 10,645          |                    |                     |                     |       |
| 1967 |           |                |        |                 |                    |                     |                     |       |
| 1968 |           |                |        |                 |                    |                     |                     |       |
| 1969 |           |                |        |                 |                    |                     |                     |       |
| 1970 |           |                |        |                 |                    |                     |                     |       |
| 1971 |           |                | 2,540  |                 |                    |                     |                     |       |
| 1972 |           | 12,557         |        |                 |                    |                     |                     |       |
| 1973 |           | 11,881         |        |                 |                    |                     |                     |       |
| 1974 |           | 11,809         |        |                 |                    |                     |                     |       |
| 1975 |           | 10,031         |        |                 |                    |                     |                     |       |
| 1976 |           | 11,176         |        |                 |                    |                     |                     |       |
| 1977 |           | 11,099         |        |                 |                    |                     |                     |       |
| 1978 |           | 10,673         |        |                 |                    |                     |                     |       |
| 1979 |           | 10,586         |        |                 |                    |                     |                     |       |
| 1980 | 355,240   | 9,848          |        |                 |                    |                     |                     |       |
| 1981 | 360,021   | 10,094         |        |                 |                    |                     |                     |       |
| 1982 | 364,854   | 11,205         | 2,377  | 8,828           |                    |                     |                     |       |
| 1983 | 369,752   | 11,823         |        |                 |                    |                     |                     |       |
| 1984 | 374,716   | 11,501         |        |                 |                    |                     |                     |       |
| 1985 | 379,746   | 11,704         | 2,275  | 9,429           |                    |                     |                     |       |
| 1986 | 384,844   | 10,176         |        |                 |                    |                     |                     |       |
| 1987 | 390,011   | 9,660          |        |                 |                    |                     |                     |       |
| 1988 | 395,246   | 9,094          |        |                 |                    |                     |                     |       |
| 1989 | 400,552   | 10,217         | 2,717  | 7,500           |                    |                     |                     |       |
| 1990 | 405,930   | 9,545          | 2,792  | 6,753           |                    |                     |                     |       |
| 1991 | 411,397   | 9,104          | 2,573  | 6,531           |                    |                     |                     |       |
| 1992 | 416,902   | 9,835          | 2,717  | 7,118           |                    |                     |                     |       |
| 1993 | 422,498   | 9,398          | 2,998  | 6,400           |                    |                     |                     |       |
| 1994 | 428,170   | 8,418          | 2,842  | 5,576           |                    |                     |                     |       |
| 1995 | 433,918   | 8,717          | 2,696  | 6,021           |                    |                     |                     |       |
| 1996 | 439,743   | 9,393          | 2,894  | 6,499           | 22.7               | 7.0                 | 15.7                |       |
| 1997 | 445,647   | 10,794         | 2,878  | 7,916           | 25.8               | 6.9                 | 18.9                |       |
| 1998 | 451,629   | 10,221         | 2,814  | 7,407           | 24.1               | 6.6                 | 17.5                |       |
| 1999 | 457,692   | 10,144         | 2,992  | 7,152           | 23.6               | 7.0                 | 16.6                |       |
| 2000 | 463,837   | 9,804          | 3,090  | 6,714           | 22.5               | 7.1                 | 15.4                |       |
| 2001 | 470,064   | 9,717          | 3,099  | 6,618           | 20.7               | 6.6                 | 14.1                |       |
| 2002 | 476,374   | 10,188         | 3,125  | 7,063           | 21.4               | 6.6                 | 14.8                |       |
| 2003 | 481,146   | 9,634          | 3,154  | 6,480           | 20.0               | 6.6                 | 13.4                |       |
| 2004 | 492,829   | 9,062          | 3,319  | 5,743           | 18.6               | 6.8                 | 11.8                |       |
| 2005 | 498,543   | 8,657          | 3,392  | 5,265           | 17.4               | 6.8                 | 10.6                | 2.14  |
| 2006 | 504,257   | 9,311          | 3,197  | 6,114           | 18.5               | 6.4                 | 12.1                | 2.28  |
| 2007 | 509,970   | 9,769          | 3,374  | 6,395           | 19.2               | 6.6                 | 12.6                | 2.38  |
| 2008 | 517,052   | 10,097         | 3,357  | 6,740           | 19.5               | 6.5                 | 13.0                | 2.44  |
| 2009 | 524,143   | 9,792          | 3,293  | 6,499           | 18.7               | 6.3                 | 12.4                | 2.34  |
| 2010 | 531,170   | 9,712          | 3,484  | 6,228           | 18.3               | 6.6                 | 11.7                | 2.30  |
| 2011 | 539,910   | 9,703          | 3,441  | 6,262           | 18.0               | 6.4                 | 11.6                | 2.445 |
| 2012 | 541,638   | 10,217         | 3,687  | 6,530           | 18.9               | 6.8                 | 12.1                | 2.406 |
| 2013 | 550,222   | 10,012         | 3,557  | 6,455           | 18.2               | 6.5                 | 11.7                | 2.323 |
| 2014 | 558,773   | 10,407         | 3,738  | 6,669           | 18.6               | 6.7                 | 11.9                | 2.370 |
| 2015 | 567,300   | 10,148         | 3,663  | 6,485           | 17.9               | 6.5                 | 11.4                | 2.30  |
| 2016 | 575,700   | 9,910          | 3,591  | 6,319           | 17.2               | 6.2                 | 11.0                | 2.23  |
| 2017 | 583,200   | 9,758          | 3,508  | 6,250           | 16.8               | 6.0                 | 10.8                | 2.12  |
| 2018 | 590,100   | 9,809          | 3,763  | 6,046           | 16.6               | 6.4                 | 10.2                | 2.17  |
| 2019 | 598,000   | 10,127         | 3,955  | 6,172           | 16.9               | 6.6                 | 10.3                | 2.23  |
| 2020 | 608,900   | 10,053         | 3,971  | 6,082           | 16.7               | 6.6                 | 10.1                | 2.21  |
| 2021 | 616,500   | 10,252         | 5,535  | 4,717           | 16.6               | 9.0                 | 7.6                 | 2.18  |

## Grupos étnicos
| Grupo Étnico | Census 1921 | Census 1921 | Census 1950 | Census 1950 | Census 1964 | Census 1964 | Census 1972 | Census 1972 | Census 1980 | Census 1980 | Census 2004 | Census 2004 | Census 2012 | Census 2012 |
| Grupo Étnico | Number      | %           | Number      | %           | Number      | %           | Number      | %           | Number      | %           | Number      | %           | Number      | %           |
| ------------ | ----------- | ----------- | ----------- | ----------- | ----------- | ----------- | ----------- | ----------- | ----------- | ----------- | ----------- | ----------- | ----------- | ----------- |
| East Indian  |             |             | 62,280      | 31.3        | 112,633     | 34.7        | 142,917     | 37.6        |             |             | 135,117     | 27.4        | 148,443     | 27.4        |
| Maroons      |             |             | 19,180      | 9.7         | 27,698      | 8.5         | 35,838      | 9.4         |             |             | 72,553      | 14.7        | 117,567     | 21.7        |
| Creole       |             |             | 71,657      | 36.1        | 114,961     | 35.5        | 119,009     | 31.4        |             |             | 87,202      | 17.7        | 84,933      | 15.7        |
| Javanese     |             |             | 35,270      | 17.8        | 48,463      | 14.9        | 57,688      | 15.2        |             |             | 71,879      | 14.6        | 73,975      | 13.7        |
| Mixed        |             |             | 0           | 0.0         | 0           | 0.0         | 0           | 0.0         |             |             | 61,524      | 12.5        | 72,340      | 13.4        |
| Amerindian   |             |             | -           | -           | 7,287       | 2.2         | -           | -           |             |             | 18,037      | 3.7         | 20,344      | 3.8         |
| Chinese      |             |             | -           | -           | 5,339       | 1.6         | -           | -           |             |             | 8,775       | 1.8         | 7,885       | 1.5         |
| White        |             |             | -           | -           | 4,322       | 1.3         | -           | -           |             |             | 2,899       | 0.6         | 1,667       | 0.3         |
| Other        |             |             | 10,095      | 5.1         | 2,986       | 0.9         | 24,155      | 6.4         |             |             | 2,264       | 0.5         | 7,166       | 1.3         |
| Unknown      |             |             | 186         | 0.1         | 522         | 0.2         | 0           | 0.0         |             |             | 1,261       | 0.3         | 1,805       | 0.3         |
| No answer    |             |             |             |             |             |             |             |             |             |             | 31,318      | 6.4         | 1,590       | 0.3         |
| Total        | 107,723     | 107,723     | 198,668     | 198,668     | 324,211     | 324,211     | 379,607     | 379,607     | 355,240     | 355,240     | 492,829     | 492,829     | 541,638     | 541,638     |

- O censo utilizou a autoidentificação para classificação étnica.[15]
- Os ameríndios são os habitantes originais do Suriname.
- Os indianos orientais, também conhecidos localmente como Hindustanis, são aqueles cujos ancestrais emigraram do norte da Índia britânica na última parte do século XIX.
- Os crioulos são descendentes de escravos da África. Antes do censo de 2004, os mestiços eram contados como crioulos. Seus ancestrais foram trazidos para o país nos séculos XVII e XVIII.
- Os quilombolas são descendentes de escravos da África que fugiram para o interior do Suriname. A sua proporção aumentou consideravelmente durante as últimas décadas, de 9% em 1964 para 22% em 2012.
- Os javaneses são asiáticos da Indonésia, anteriormente governada pelos holandeses.
- Muitos brancos são descendentes de colonos holandeses.

A população atual do Suriname pode apresentar valores diferente destes números do censo, uma vez que o censo regista os residentes e regista os visitantes legais, mas não regista os imigrantes ilegais. De acordo com estimativas, pode haver até:
- 60.000 brasileiros (as estimativas variam entre 20.000 e 80.000) do Brasil. Existem também outros números menores de nacionalidades sul-americanas.
- 40.000 chineses,[16] com pequenas comunidades de coreanos, japoneses e filipinos.
- 2.000 árabes/do Oriente Médio (principalmente libaneses cristãos, mas também cristãos da Síria e da Terra Santa).
- 200 judeus identificados em termos etnorreligiosos.
- O Suriname tem grandes comunidades de expatriados americanos (principalmente aposentados), (cerca de 50.000 americanos vivem no Suriname).
- Também vivem no Suriname cidadãos holandeses, alguns dos quais de origem surinamesa.

### Taxa de fertilidade por grupo étnico
A taxa de fertilidade total para o Suriname como um todo foi de 2,53 filhos por mulher de 15 a 49 anos em 2012. Os quilombolas tinham a maior taxa de fertilidade, com 4,47 filhos por mulher. Por outro lado, os surinameses da Índia tiveram a fertilidade mais baixa, com 1,78 filhos por mulher.
| Taxa de fertilidade total por grupo étnico em 2012 |                           |                      |
| Grupo étnico                                       | Taxa de fertilidade total | Crianças já nascidas |
| Marrom                                             | 4,47                      | 5,79                 |
| Crioulo                                            | 2.26                      | 3.06                 |
| Leste da Índia                                     | 1,78                      | 3.15                 |
| Javanês                                            | 2.15                      | 3.17                 |
| Pessoas mistas                                     | 2.12                      | 2,77                 |
| Minorias menores                                   | 2,93                      | 3,46                 |
| Desconhecido (principalmente quilombolas)          | 3,69                      | 4,91                 |
| Suriname (como um todo)                            | 2,53                      | 3,48                 |

## Línguas
O holandês é a língua oficial do Suriname e a língua materna de cerca de 60% da população. Sranan Tongo é a língua franca e a segunda língua mais falada do Suriname.
O inglês é usado principalmente no setor empresarial, principalmente para se comunicar com empresas estrangeiras. Também é usado na indústria hoteleira para comunicação com turistas.
Sarnami Hindustani é falado pela comunidade indígena do Suriname. Dependendo da pessoa, esta língua pode ser a língua materna, a segunda língua ou a terceira língua (depois do holandês ou do sranan tongo).
Saramaccan é o idioma falado pela tribo Saramaka da comunidade quilombola. Aukan é falado principalmente pela tribo Aukan da comunidade quilombola.
O javanês é falado pela comunidade javanesa do Suriname. Assim como o sarnami hindustani, o javanês pode ser a língua materna, a segunda língua ou a terceira língua (depois do holandês ou do sranan tongo) para alguns.
Hakka e cantonês são falados pelos chineses do Suriname, principalmente como segunda língua depois do holandês. O cantonês foi introduzido no Suriname pela segunda onda de imigrantes chineses em 1970. A partir da década de 1990, novos migrantes da China mudaram-se para o Suriname, e Putonghua, durante cerca de 2004-2014, tornou-se a principal língua franca chinesa no país.
O francês é falado por alguns quilombolas devido à influência cultural da Guiana Francesa, o português principalmente por imigrantes do Brasil e de Portugal, e o espanhol devido a imigrantes de Cuba, Venezuela, Colômbia, e outros países latino-americanos.
As línguas ameríndias são faladas pela comunidade ameríndia do Suriname. As línguas incluem Carib, Arawak, Tiriyó e Wayana.

## Religião
| Denominação                       | Censo de 2012 | Censo de 2012 |
| Denominação                       | Número        | %             |
| --------------------------------- | ------------- | ------------- |
| Igreja Católica                   | 117.261       | 21.6          |
| Pentecostalismo (Evangelho Pleno) | 60.530        | 11.18         |
| Igreja Morávia                    | 60.420        | 11.16         |
| Testemunhas de Jeová              | 6.622         | 1.2           |
| calvinismo                        | 4.018         | 0,7           |
| Luteranismo                       | 2.811         | 0,5           |
| Outras formas de cristianismo     | 17.280        | 3.2           |
| Hindus Sanatani                   | 97.311        | 18            |
| Arya Samaj Hindus                 | 16.661        | 3.1           |
| Outras formas de hinduísmo        | 6.651         | 1.2           |
| Islã sunita                       | 21.159        | 3.9           |
| Islã Ahmadi                       | 14.161        | 2.6           |
| Outras formas de Islã             | 39.733        | 7.3           |
| Javanismo                         | 4.460         | 0,8           |
| judaísmo                          | 181           | 0,0           |
| Winti                             | 9.949         | 1,8           |
| Outra fé                          | 4.630         | 0,9           |
| Nenhuma fé                        | 40.718        | 7,5           |
| Sem resposta                      | 17.082        | 3.2           |
| População total                   | 541.638       | 100,0         |